# 李振華 (作家)
李振華（1912年—1991年），筆名李一冰，男，祖籍安徽，生於浙江杭州，中华民国台灣地區作家，最著名的作品為《蘇東坡新傳》。

## 生平
李振华的先祖在明末清初時，由安徽移居杭州，開設李廣裕號，作為家族企業，販賣絲織物等。在太平天國期間，因戰亂，李廣裕號倒閉，家道中落。其曾祖父與友人合資成立怡生號，販賣顏料，煤油及雜貨。
李振華為家中長子，有兩個姐妹。1918年（民國7年），其父親因流行性感冒流行而過世。李振華由母親及祖母養育長大，自幼進私塾學習古文，畢業於之江大學經濟系，後留學日本，就讀明治大學經濟系。在對日抗戰開始後，李振華休學，回到杭州，帶著家族在各地逃難，躲避戰禍。
1947年（民國36年），因為二二八事件，陳儀被免職，由魏道明接任台灣省政府主席。李振華的叔父李辛陽，與魏道明是巴黎大學同學，應邀到台灣協助政務。李辛陽帶著李振華上任，將李振華安插到隸屬經濟部的物資調節委員會中，擔任科員。
1951年（民國40年），國營的台灣造船公司，發生底標洩露事件，遭監察院彈劾。身為低階科員的李振華因為曾經手此事，在公文上蓋章，被捲入其中，被法院起訴。1954年（民國43年），法院判決八年徒刑定讞。李振華雖然失去工作，但從未收到拘禁通知，也沒被強制拘捕執行。李振華這段時間投稿報社，以稿費為生。1953年，出版《明末孤臣張蒼水傳》。1967年（民國56年），增補後，出版《張蒼水傳》。
在1967年（民國56年），其友人向其借貸不成，寫信向警察告發他。上門查緝的警察在索賄不成後，將他移送法院，法院寄發拘票，執行徒刑。李振華在獄中被監禁四年，獄中以閱讀《蘇東坡詩集》來排遣時間。當時其長女申請到美國大學就讀，以獎學金接濟家中經濟。
1971年（民國60年），李振華出獄，開始撰寫《蘇東坡新傳》，以「一片冰心在玉壺」的典故，以一冰為筆名。
1979年（民國68年），《蘇東坡新傳》完成。
1981年（民國70年），李振華赴美國，在其子女家居住。赴美前，經由友人介紹，將書稿交給聯經出版社總編輯方清河。1983年（民國72年），以筆名，出版了《蘇東坡新傳》。
李振華赴美後，居住在加州。1986年（民國75年），曾赴大陸，回到杭州故鄉，探訪親友。日常生活仍以讀書、寫作自娛，曾計劃撰寫揚州八怪的傳記，在1991年（民國80年）動筆，但在撰寫完第一章後，因心臟病在美過世。

## 著作
- 《明末孤臣張蒼水傳》，臺北中央文物供應社出版，民國42年(1953)。
- 《張蒼水傳》，臺北正中書局出版，民國56年(1967)。
- 《蘇東坡新傳》，臺北聯經公司出版，初版，民國72年(1983)；二版，民國85年(1996)；三版，民國105年(2016)。

## 遺稿
2013年，李雍將先生重要遺物，手稿、照片、證件、書信等等贈與張輝誠。張為長久保存，欲將之贈與位於臺南的國立臺灣文學館，不果，復贈與四川眉山蘇東坡紀念館。

## 家庭
- 李東，次子，香港中文大學信息工程系榮休講座教授及上海交通大學電子工程系致遠講席教授。
- 李雍，幼子，1950年生於臺北，1973年臺灣大學畢業，遊學澳大利亞，在美國製藥公司工作垂三十載，現居康州。

## 評價
張輝誠贊曰：「司馬公曾對『天道無親，常與善人』（天道是沒有偏愛，只是常常幫助好人）一語，發出深切懷疑之嘆。一冰先生，純然一善良之人，卻於國破家毀之際，復遭黨國貪佞之害，以其大學經濟之材，本為國家棟梁，不幸遭此構陷，鴻鵠折翼，騰達路斷，即連安身立命尚且難得。一冰先生被迫轉入文史研究與書寫，憑藉年少私塾舊學根柢，深入張蒼水、蘇東坡、揚州八怪，為之傳記。不知者，讀其書皆以『李一冰教授』稱之，然一冰先生本非文史出身，所學經濟亦與文史相去甚遠，然知之、好之、樂之，以其深厚的舊學基礎，復加以身處亂世的感慨，投注其書，竟超越群倫，『教授』之名，亦當之無愧。韓愈為柳宗元作墓誌銘，說到倘柳宗元貶謫時間太短，終究出人頭地，如此則其文學辭章，想必未能特加著力，作品也就肯定無法留傳後世。這話移來衡量一冰先生，似亦貼切，人生得失，難以短暫時光看待，其屈辱悲痛，當時哭之、恨之、銜之，放諸長遠，禍福得失之間，亦難遽斷──一冰先生終以其立言之勞，自可不朽。」

## 註解
1. ↑  張輝誠（尋找李一冰）：「遺物多為東坡研究，不如放在四川東坡紀念館，別具意義。」聯合報，2015年12月27日。
2. ↑  張輝誠（尋找李一冰），聯合報，2015年12月27日。

## 外部連結
- 張輝誠〈尋找李一冰〉上 （页面存档备份，存于）
- 張輝誠〈尋找李一冰〉下 （页面存档备份，存于）